# Магнус Оркнейский

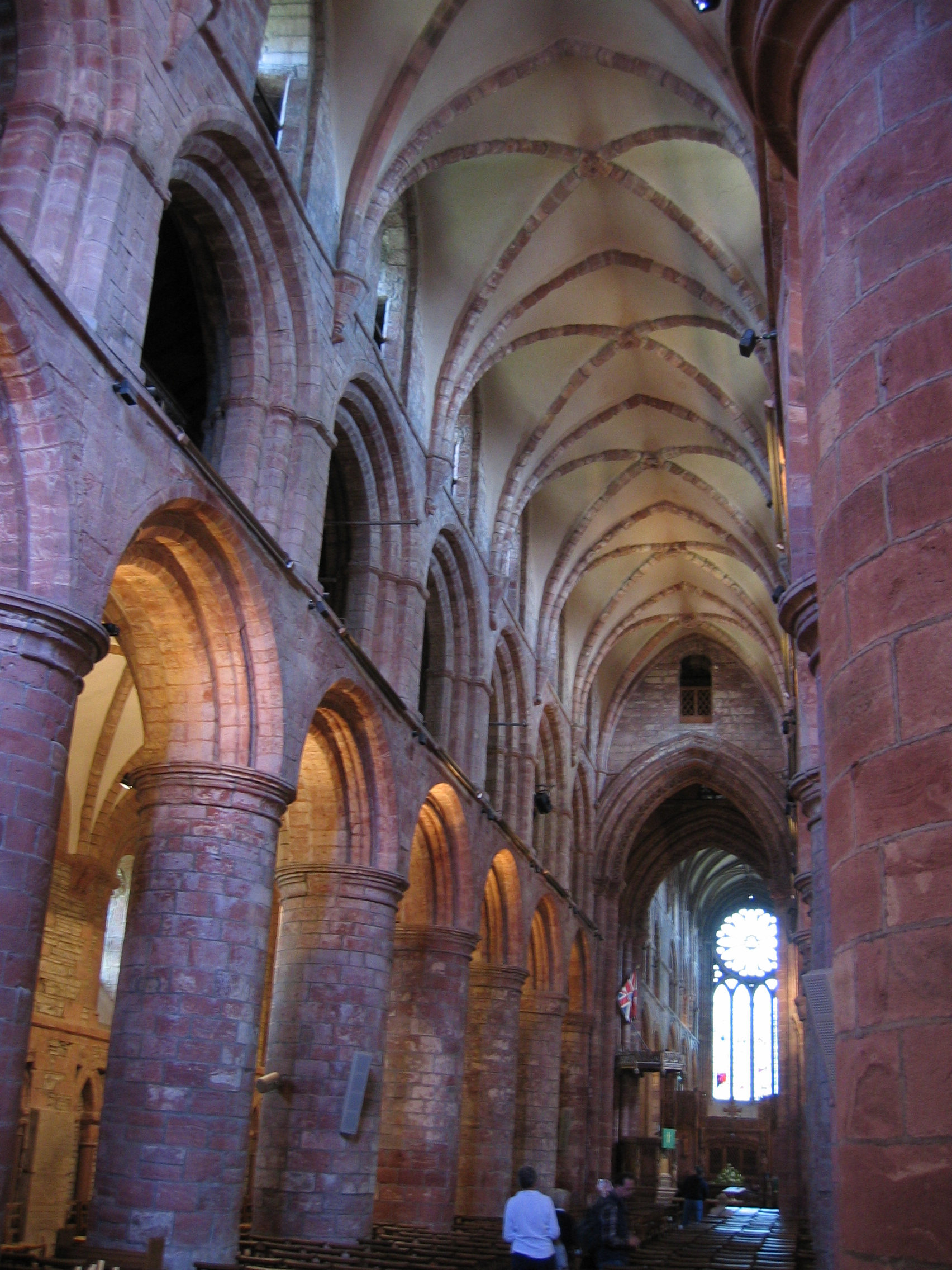
Кафедральный собор св. Магнуса на Оркнейских островах

Магнус Оркнейский, Магнус Эрлендссон, святой Магнус (англ. Magnus Erlendsson; 1075, Оркнейские острова, Шотландия — 1115, 1116 или 1117, Оркнейские острова, Шотландия) — святой Римско-Католической Церкви, сын Эрленда, правителя Оркнейских островов. Ярл-соправитель Оркни с 1108 года.

## Биография
О юношеских годах жизни Магнуса известно мало. Он родился в семье ярла Эрленда и Торы. «Сага об оркнейцах» сообщает, что, в отличие от своего заносчивого брата Эрлинга и амбициозного двоюродного брата Хакона Пальссона, Магнус рос спокойным человеком.
Примерно в 1098 году на Оркнейские острова не без помощи Хакона Пальссона вторгся норвежский конунг Магнус III Голоногий. Он отправил в ссылку ярлов Паля и Эрленда, которые совместно правили Оркнейскими и Шетландскими островами, а также небольшим регионом на севере Шотландии — Кейтнессом. Наместником на эти земли конунг назначил своего сына Сигурда. Затем Магнус Голоногий отправился в поход покорять Гебридские острова, Англси и Ирландию. Сыновей Паля и Эрленда он заставил поехать с собой. Однако во время сражения при Менай Стрит в 1098 году Магнус Святой отказался биться с противником, при этом остался на корабле, демонстрируя свою храбрость, и пел церковные псалмы во время сражения, не защищаясь никаким оружием. Вскоре Магнус Святой сбежал от Магнуса Голоногого и скитался некоторое время по Оркнейским и Шетландским островам до тех пор, пока Магнус Голоногий не погиб в одном из сражений в Ирландии. Вместе с норвежским конунгом погиб и родной брат Магнуса Святого — Эрлинг. Сын Магнуса Голоного Сигурд уехал в Норвегию, где стал конунгом, а Оркнейским «государством» стал править Хакон Пальссон.
После гибели конунга Магнус Святой вернулся на Оркнейские острова и потребовал себе половину земель. Хакон Пальссон поначалу хотел дать бой двоюродному брату, но затем их примирили, и они стали править совместно, как их отцы. «Сага об оркнейцах» рассказывает о совместных походах Хакона и Магнуса против местных мятежников. Впрочем, вскоре братья поссорились. Их пытались примирить, в результате стороны договорились встретиться на небольшом острове Эгилсей и разрешить все разногласия мирным путём. Однако Хакон не выполнил условия соглашения, явился на встречу с большим войском и захватил Магнуса в плен. Магнус Святой предложил на выбор три пути: разрешить ему уехать в паломничество в Святую землю и больше не возвращаться на острова, отправить его в ссылку в Шотландию или ослепить и заключить в темницу. Хакон согласился на третий вариант, но местная знать настояла на убийстве Магнуса. Как рассказывается в «Саге об Оркнейцах», никто не хотел стать его убийцей, и тогда Магнус Святой стал подбодрять их, объясняя, что самый большой грешник — тот, кто отдал приказ об убийстве. В конце концов, Магнуса зарубил повар Хакона Лифольв. Вероятнее всего, что это произошло 16 апреля. Однако точный год смерти Магнуса не определён: это может быть и 1115, и 1116, и 1117 год.
Святой Магнус был похоронен в кафедральном соборе Керкуолла, который был назван его именем.
Помимо «Саги об оркнейцах» святой Магнус упоминается в целом ряде источников: короткой и длинной «Сагах о Магнусе», нескольких коротких сочинениях на латинском языке, в том числе «Legenda de sancto Magno». В этих источниках сообщается о различных чудесах, которые якобы происходили на могиле Магнуса, что объясняет причины, по которым он был канонизирован римским папой, а на Оркнейских и Шетландских островах, а также в Исландии возник культ святого Магнуса.

## Рецепция
Почитание Магнуса как мученика началось ещё в эпоху средневековья. Его памяти посвящён гимн Nobilis humilis, известный в истории как один из первых нотированных артефактов, в котором широко применяются параллельные терции (то есть терции трактованы как несовершенные консонансы). Звуковысотная линия гимна, записанного в квадратной нотации, уверенно расшифровывается (ритмизации нет). Рукопись гимна хранится в библиотеке Уппсальского университета (Codex 223, XIII век).
Английский композитор Питер Максвелл Дэвис написал две работы, посвящённые святому Магнусу: концерт «O Magnum Mysterium» (1960 г.) и оперу «The Martyrdom of St. Magnus» (1977 г.).